# Abolfazl Beyhaghi
Abu'l-Faḍl Bayhaqī ou, selon la prononciation iranienne, Abolfazl Beyhaghi (ابوالفضل بیهقی, Ibn Zeyd ibn Muhammad Abul-Fazl Mohammad ibn Hossein ibn Soleyman Ayyoub Ansari Evesi Khazimi Bayhaqī Shafe'i), historien et écrivain persan, est une figure centrale de l’historiographie médiévale iranienne. Né dans la région de Beyhaq (actuelle Sabzevar), il reçut une éducation approfondie en sciences islamiques, en lettres persanes et en arts du secrétariat (dabiri), une tradition administrative héritée de la Perse antique.
Beyhaqi est surtout connu pour son œuvre majeure, Histoire de Beyhaqi (Tarikh-e Beyhaghi), qui constitue une source précieuse pour l'étude de la dynastie Ghaznévide et de la société de son époque.

## Biographie

### Formation et début de carrière
Beyhaqi a grandi et étudié diverses sciences à Nishapur. Vers 1022, il entre au secrétariat des Ghaznévides, sous le règne du sultan Mahmoud de Ghazni, où il démontre rapidement son efficacité dans les fonctions administratives. Il rédige des lettres officielles et observe de près la vie politique.

### Ascension et responsabilités
Sa carrière prend de l'ampleur lorsqu'il est nommé chef du Secrétariat Royal par le roi Abd ur-Rashîd, quelques années après la mort de son supérieur Abu Nasr Mushkan en 1039. Il occupe ainsi des fonctions importantes à la cour sous plusieurs règnes : Mahmoud, Mohammad, Masûd et d'autres rois ghaznévides.

### Disgrâce et retraite
Sa carrière connaît un revers avec une période d'emprisonnement à la suite d'une disgrâce. Après sa libération, il se retire de la cour en 1058  et se consacre à l'écriture de son livre de l'histoire.

### Œuvre majeure
Beyhaqi commence alors à compiler ses notes quotidiennes et des données historiques pour les publier dans son livre, le Tarikh-e Beyhaqi. Cette œuvre est considérée comme l'une des sources les plus fiables sur l'empire ghaznévide et est également reconnue pour sa prose fluide, ce qui en fait une œuvre importante de la littérature persane. Un chapitre célèbre de son livre relate l'exécution du vizir Hasanak (en).

## Histoire de Beyhaqi (Tarikh-e Beyhaghi)
L'œuvre de Beyhaqi couvre une période de 1048 à 1077 et se concentre principalement sur le règne de Masûd, bien que des parties du texte original aient été perdues. Son histoire se distingue par sa rigueur méthodologique et son attention minutieuse aux détails, qu'il rapporte avec une grande précision. Beyhaqi déclare que son objectif n'était pas simplement de relater les événements de son temps, mais de fournir un fondement historique durable, pour que ses écrits continuent d'influencer les générations futures.

### Contenu et structure
Initialement composé de plusieurs volumes, seuls six nous sont parvenus. L'œuvre se concentre principalement sur le règne de Masûd Ier, mais aborde également des événements antérieurs et postérieurs, offrant ainsi un aperçu plus large de l'histoire ghaznévide. Le Tarikh-e Beyhaqi ne se limite pas à une simple chronique des événements ; il offre une analyse sociopolitique approfondie des dynamiques de pouvoir, des intrigues de cour, de la corruption des élites, de l'administration de l'État, des luttes internes pour le pouvoir et des campagnes militaires.
Beyhaqi intègre dans son récit des documents officiels, des dialogues et des anecdotes, ce qui confère une dimension vivante et immersive à son œuvre. Il montre, bien que souvent de manière voilée, la corruption et l'incompétence des dirigeants ghaznévides, y voyant les causes de leur déclin. Cette critique s'étend aux structures administratives et aux figures de pouvoir de son époque.

### Méthode historique
Beyhaqi se distingue par son approche méthodologique rigoureuse. Contrairement aux récits historiques traditionnels, souvent biaisés ou focalisés sur les victoires militaires, il adopte une perspective critique et analytique. Il s'efforce de distinguer les faits avérés des informations douteuses, en s'appuyant sur son observation directe et sur des sources fiables. Il est considéré comme l'un des premiers historiens à avoir inclus des détails sur les comportements et les coutumes sociales, offrant ainsi un témoignage précieux sur la vie quotidienne à la cour ghaznévide. Il décrit également des aspects de la vie intime, des rituels et des événements moins connus, enrichissant ainsi la compréhension de cette période historique.

### Style et impact littéraire
Le style d'écriture de Beyhaqi est reconnu pour sa sophistication et la richesse de son vocabulaire. Il se caractérise par sa précision et son pragmatisme, contrastant avec les récits plus rhétoriques d'auteurs contemporains tels qu'Abu-Nasr Utbi et Abd al-Hayy Gardizi (en). Beyhaqi utilise des métonymies et une syntaxe élaborée pour exprimer ses critiques avec subtilité, une technique souvent qualifiée d'« écriture voilée ». Il emploie également une approche comparative, juxtaposant les dirigeants ghaznévides aux rois de la Perse et aux califes de l'âge d'or de l'Islam, afin de souligner leurs faiblesses en matière de gouvernance et de justice. Son style narratif élaboré, riche en descriptions vivantes, en aphorismes et en digressions, confère à son œuvre une dimension littéraire, la rapprochant parfois du roman par la profondeur psychologique de ses personnages.

### Philosophie et morale
Au-delà de la simple narration historique, le Tarikh-e Beyhaqi offre une réflexion profonde sur l'éthique politique. Bayhaqi critique sévèrement les dirigeants et les courtisans de son époque, en particulier Massoud Ier, qu'il dépeint comme un exemple de mauvaise gestion et de déclin moral. À travers des figures telles que le vizir Hasanak, dont l'exécution est relatée avec force détails, Beyhaqi expose les dangers de l'arrogance, de l'injustice et de la corruption, plaidant en faveur de la vertu, de la sagesse et de la justice dans la gouvernance.

## Transmission et redécouverte
L'absence de techniques d'impression à l'époque de Beyhaqi a limité la diffusion de son œuvre à des copies manuscrites, sujettes aux erreurs et aux pertes. Ce n'est qu'au XIXe siècle que l'Histoire de Beyhaqi connaît une redécouverte significative grâce aux orientalistes. L'édition de William Hook Morley (1862) à Calcutta marque un tournant. La découverte de nouveaux manuscrits et la publication d'éditions critiques en Iran au XXe et XXIe siècles, notamment celles d'Ali Akbar Fayaz puis de Mohammad Jafar Yahaghi, ont permis de raviver l'intérêt pour Beyhaqi, tant pour ses qualités littéraires que pour sa contribution à l'historiographie.